# 생베네제 교
생베네제 교(프랑스어: Pont Saint-Bénézet)는 프랑스 아비뇽의 론강에 있는 석조 아치교이다. 일반적으로는 아비뇽 다리(프랑스어: Pont d'Avignon)라고 알려져 있다. 건설된 것은 1177년부터 1185년까지이다. 길이는 920m, 폭은 4m이다.

## 역사
1226년, 루이 8세가 아비뇽을 침략했을 당시, 다리의 4분의 3이 파괴되었다. 몇 년 후 금지되어 있었음에도 불구하고 아비뇽 사람들은 다리를 재건하기 시작했다.
17세기 초에 아비뇽 다리의 유지 및 수리를 할 수 없게 되었다. 1603년, 홍수로 아치 중 하나가 무너졌다. 이어 1605년에 3개의 아치가 무너졌다. 1628년에 다시 교량 수리가 시작되었지만, 전염병의 유행으로 작업은 중단되고 1633년까지 다리를 건너갈 수 없게 되었다. 이 무렵이되면서 사람들은 다른 방법으로 강을 건너가게 되었다. 사람들은 프랑스 왕국 측의 빌뇌브레자비뇽에 있는 필립 르 벨의 탑을 출발하여 배를 타고 강 중간에 섬까지 건너 계단에서 생베네제 다리에 올라 아비뇽으로 건너간 것이다.

## 아비뇽 다리 위에서
이 다리를 소재로 한 노래 아비뇽의 다리 위에서가 잘 알려져 있다.